# Wernshausen
Wernshausen è una frazione (Ortsteil) della città tedesca di Smalcalda.